# Povo do musgo

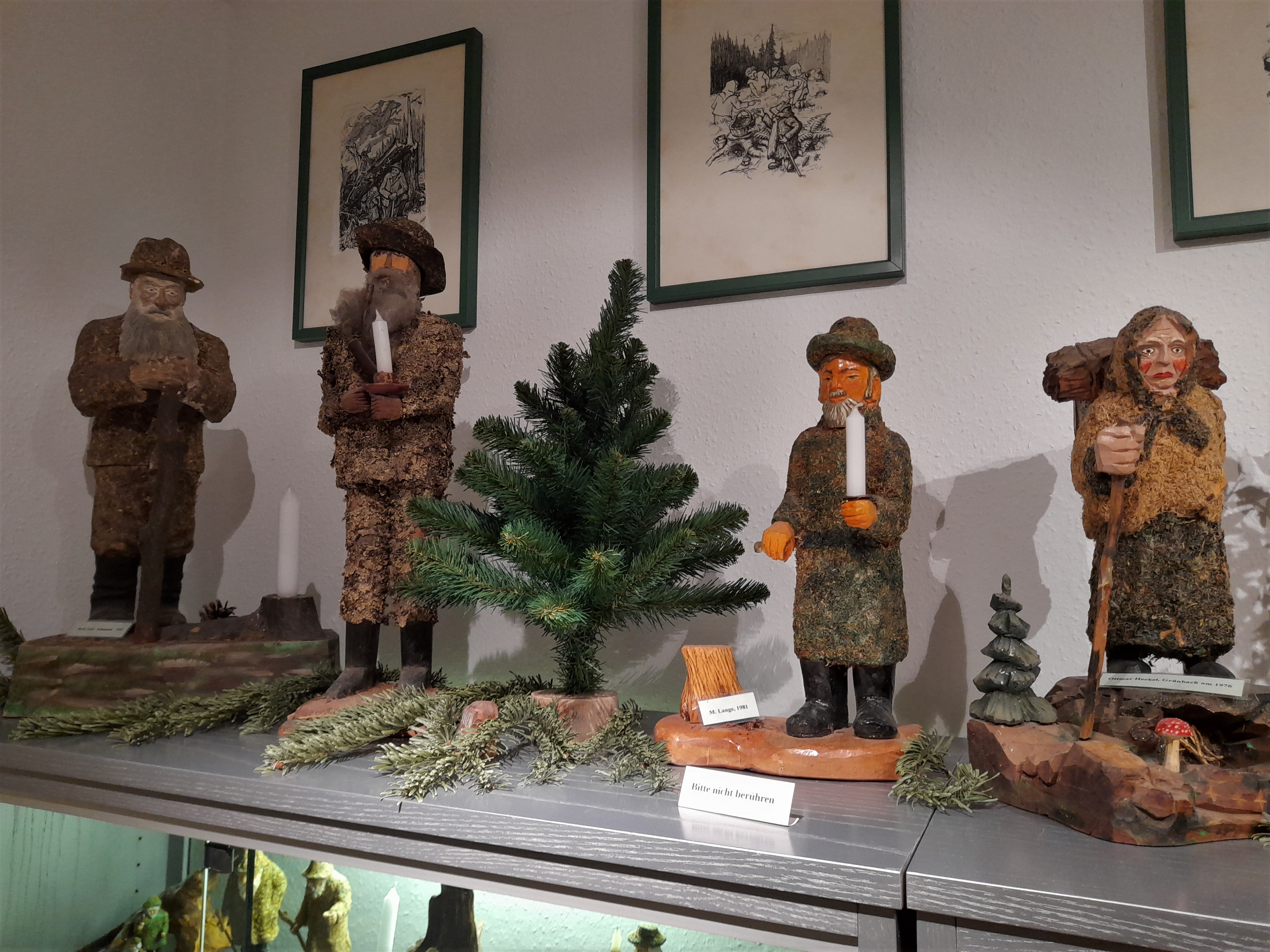
Pessoas do musgo, abrangendo tanto os Moosmännlein (homens musgosos) quanto as Moosweiblein (mulheres musgosas), conforme retratado na arte em madeira tradicional alemã da região de Vogtland

O povo do musgo ou pessoas do musgo (em alemão:  Moosleute, "povo do musgo", wilde Leute, "povo selvagem"), também conhecidos como povo da madeira (Holzleute, "povo da madeira") ou povo da floresta (Waldleute, "povo da floresta"), é uma classe de fada, sendo amplamente comparado a anões, elfos ou espíritos, descrito no folclore alemão como tendo uma conexão íntima com as árvores e a floresta. Em alemão, as palavras Schrat e Waldschrat também são usadas para referir-se uma pessoa do musgo (comparável ao o nórdico antigo skratti, "goblin"). O diminutivo Schrätlein também serve como sinônimo de uma criatura vinda de um pesadelo.
Às vezes, são descritos como semelhantes aos anões, sendo do tamanho de crianças, mas "grisalhos, com aparência de velhos, peludos e vestidos de musgo". Às vezes, podem até ser mais altos. Em outras descrições, chega a ser dito que as pessoas do musgo são bonitas.

## Origens
Jacob Grimm acreditava que o gótico skōhsl, usado para traduzir o grego koiné δαιμόνιον (daimonion), "demónio", no novo testamento, estava relacionado ao nórdico antigo skōgr e ao inglês antigo sceaga, ambos significando "floresta" e, portanto, representava um cognato do povo do musgo no folclore gótico. Autores subsequentes, no entanto, relacionaram o termo skōhsl com o inglês "shuck" (do inglês antigo scucca, "espírito maligno") e o alemão Scheusal, "monstro" (do alto-alemão médio schüsel, embora pela etimologia popular identificado com scheuen, "temer, ter pavor", e -sal, um sufixo substantivo).
Paralelos foram traçados entre o povo do musgo e os homens selvagens. As primeiras descrições das crenças germânicas incluem descrições de "povos da madeira" pelo historiador romano do século VI Jordanes; e "mulheres da floresta" pelo bispo da Renânia do século XI, Burcardo de Worms. Além disso, Grimm registrou ocorrências dos termos wildiu wīp, wildero wībo, wilder wībe, wilden wībe, wildaz wīp (todos significando "esposa selvagem") e wilde fröuwelīn ("donzela selvagem") em vários textos da Alta Idade Média.

## No folclore
Segundo a lenda, essas fadas podiam ocasionalmente pedir emprestados itens de pessoas ou pedir ajuda, mas sempre recompensavam generosamente os proprietários ou ajudantes, geralmente com bons conselhos ou com pão. Era fácil, porém, irritar as criaturas, desprezando seus presentes (que poderiam ser as compensações mencionadas acima) ou dando-lhes pão de cominho - aos quais eles tinham forte aversão, sendo ouvidos com freqüência a proferirem a rima "Kümmelbrot, unser Tod!" ("Pão de cominho, nossa morte!" )
Em certos mitos, o povo do musgo pedia aos seres humanos leite materno para alimentar seus pequenos, ou roubava crianças humanas – temáticas recorrentes nas lendas das crianças trocadas.
As pessoas do musgo, especialmente as fêmeas, por um lado, seriam capazes de criar e disseminar pragas; mas por outro, também podem curar as vítimas de tais pragas. Durante as epidemias, as Holzfräulein ("damas da madeira") emergiriam da floresta para mostrar às pessoas quais ervas medicinais poderiam curar ou afastar a praga.
Eles eram frequentemente, mas nem sempre, alvos da caçada selvagem. Segundo o folclore, para escapar da caçada, eles entrariam nas árvores que os lenhadores haviam marcado com uma cruz, indicando que seriam cortadas.
O povo do musgo assemelha-se às hamadríades. Suas vidas são "ligadas às árvores; e se alguém causar por atrito o afrouxar da casca interna de uma árvore, uma mulher-da-madeira morrerá."

De acordo com Jacob Grimm: 
 "Entre Leidhecken e Dauernheim, no Wetterau, fica a montanha alta, e nela uma pedra, der welle fra gestoil (os assentos das mulheres selvagens); há uma impressão na rocha, como sendo os membros de seus assistentes humanos. As pessoas dizem que o povo selvagem morava lá 'wei di schtan noch mell warn', enquanto as pedras ainda eram macias; depois, sendo perseguido, o homem fugiu, a esposa e o filho permaneceram presos em Dauernheim até morrerem." 
 As fêmeas da espécie, as Moosfräulein ("damas do musgo") têm uma rainha chamada Buschgroßmutter ("avó do arbusto") Ludwig Bechstein a descreve em seu conto popular 551: 
 "Segundo certas histórias do campesinato, uma criatura demoníaca vive perto de Leutenberg, à margem esquerda do rio Saale, chamada Buschgroßmutter ("avó do arbusto"). Ela tem muitas filhas, chamadas Moosfräuleins ("damas do musgo"), com quem ela viaja pelo país em determinadas épocas e em certas noites sagradas. Não é bom conhecê-la, pois ela tem olhos selvagens e fixos, e cabelos loucos e despenteados. Muitas vezes, ela locomove-se em um pequeno carrinho ou carroça e, nessas ocasiões, é aconselhável sair de seu caminho. As crianças, em particular, têm medo desse Putzmommel (um bicho-papão feminino encapuzado) e se deliciam em sussurrar histórias dela para assustarem uns aos outros. Ela é essencialmente o mesmo espírito que Hulda ou Bertha, a Caçadora Selvagem - a quem os contos locais atribuem a perseguição de crianças sob o disfarce dos Heimchen (anões, duendes, brownies, hobgoblins) que constituem seus servos na área que frequenta". (Traduzido do texto em alemão) 

### Pesquisa conhecida
- Balg (1887). A Comparative Glossary of the Gothic Language with Especial Reference to English and German. Self-published |nome2= sem |sobrenome2= em Authors list (ajuda)
- Blavatsky, H. P. (1919). Isis Unveiled: A Master-key to the Mysteries of Ancient and Modern Science and Theology. The Aryan Theosophical Press. Point Loma, California: [s.n.] pp. xxix–xxx
- Grimm, Jacob (1882). Teutonic Mythology. George Bell & Sons. London: [s.n.]
- Roscoe, Will (1995). Queer Spirits: A Gay Men's Myth Book. Beacon Press. Boston: [s.n.] ISBN 978-0-8070-7938-6  Roscoe, Will (1995). Queer Spirits: A Gay Men's Myth Book. Beacon Press. Boston: [s.n.] ISBN 978-0-8070-7938-6  Roscoe, Will (1995). Queer Spirits: A Gay Men's Myth Book. Beacon Press. Boston: [s.n.] ISBN 978-0-8070-7938-6
- Siefker, Phyllis (2006). Santa Claus, Last of the Wild Men: The Origins and Evolution of Saint Nicholas, Spanning 50,000 Years. McFarland & Co., Inc. Jefferson, N.C.: [s.n.] ISBN 978-0-7864-2958-5  Siefker, Phyllis (2006). Santa Claus, Last of the Wild Men: The Origins and Evolution of Saint Nicholas, Spanning 50,000 Years. McFarland & Co., Inc. Jefferson, N.C.: [s.n.] ISBN 978-0-7864-2958-5  Siefker, Phyllis (2006). Santa Claus, Last of the Wild Men: The Origins and Evolution of Saint Nicholas, Spanning 50,000 Years. McFarland & Co., Inc. Jefferson, N.C.: [s.n.] ISBN 978-0-7864-2958-5
- Thiselton-Dyer, T. F. (1889). The Folk-lore of Plants. Chatto & Windus. London: [s.n.] pp. 89–90
- Thorpe, Benjamin (1851). Northern Mythology: Comprising the Principal Popular Traditions and Superstitions of Scandinavia, North Germany, and the Netherlands. Edward Lumley. London: [s.n.] pp. 250–252
- Wedgwood (1872). A Dictionary of English Etymology. Trübner & Co. |nome2= sem |sobrenome2= em Authors list (ajuda)
- «Germanic Etymologies». Americana Germanica. III. 1900